# Altes Gefängnis (Windhoek)
Das Alte Gefängnis (englisch Old Prison) ist ein historisches Gefängnis in der namibischen Hauptstadt Windhoek. Es wurde als solches bis 1963 genutzt. In seinem Hof wurde 1984 ein sechsstöckiges Bürogebäude als Hauptsitz der Namibia Industrial Development Agency (NIDA; ehemals Namibia Development Corporation, NDC) errichtet.
Das Gefängnis ist seit dem 1. April 1986 ein Nationales Denkmal.

## Beschreibung
Das Gefängnis wurde 1906/07 im Stile einer Festung gebaut. Das Fundament besteht aus Steinen und Kalkmörtel, die Wände wurden aus Steinen errichtet. An der Westseite befanden sich zwei niedrige Türme für Gefängniswärter und Küchen. Das Gefängnis verfügte über 35 Einzel- und fünf Gemeinschaftszellen und zwei Isolationszellen. Zudem gab es einen Arbeitsraum, eine Krankenstation und eine Wäscherei.